# Arroyo de las Mercedes
El arroyo de las Mercedes es un curso de agua uruguayo, ubicado en el departamento de Salto, perteneciente a la cuenca hidrográfica del río Uruguay.
Nace en la Cuchilla del Daymán, y discurre con rumbo sur oeste hasta desembocar en el arroyo Itapebí Grande.